# エーリヒ4世 (ザクセン＝ラウエンブルク公)
エーリヒ4世（Erich IV., 1354年 - 1411/2年6月21日）は、ザクセン＝ラッツェブルク＝ラウエンブルク公（在位：1368年 - 1401年）、ザクセン＝ラウエンブルク公（在位：1401年 - 1411/2年）。

## 生涯
父エーリヒ2世は自身の生前よりすでに息子エーリヒ4世を政務に関与させていた。エーリヒ4世は1368年に父の跡を継いでザクセン＝ラッツェブルク＝ラウエンブルク公となった。
近隣の領土（ブレーメン大司教領、ハンブルク大司教領、シャウエンブルクおよびホルシュタイン＝キール伯領）は、1363年以来ザクセン公エーリヒ2世およびその従兄弟アルブレヒト5世と確執があった。1378年、ブレーメン大司教アルブレヒト2世・フォン・ブラウンシュヴァイク＝リューネブルクはエーリヒ4世と和解し、アルブレヒト2世の姪ゾフィーと結婚した。エーリヒ4世とアルブレヒト2世は和平条約に署名し、将来の争い、特に大司教領に隣接するザクセン公領の飛び地ハーデルンの地における争いを暴力によらずに解決することとした。
1392年から1398年にかけて、エーリヒ4世はシュテックニッツ運河の建設を実施し、エルベ川とトラーヴェ川を経由して北海とバルト海を結んだ。これは分水嶺を横断する最初のヨーロッパの運河であり、バルト海沿岸地域との貿易にとって特に重要なものであった。
1400年、エーリヒ4世はハンブルクが在地の家臣のラッペからリッツェビュッテルを購入することを認めた。 1394年、ハンブルクはリッツビュッテル要塞を征服し、エルベ川河口を守る拠点とした。
1401年、エーリヒ4世ははとこエーリク3世からザクセン＝ベルゲドルフ＝メルンを相続した。エーリヒ4世は公領内の2つの分領をザクセン＝ラウエンブルクに再統合し、その後、再統合されたザクセン＝ラウエンブルク公領を息子のエーリヒ5世およびヨハン4世と共同統治した。しかし、メルン領（1359年に買い戻し契約に基づいてリューベックに売却）などザクセン＝ベルゲドルフ＝メルンの大部分は除外されており、ベルゲドルフ領、フィーアランデ、ザクセンヴァルトの半分、ゲーストハッハトなどは、すべてエーリヒ3世が1370年にリューベックに質入れしていた。
ザクセン＝ラッツェブルク＝ラウエンブルク公エーリヒ3世はさらに、リューベックに対し自身の死後に相続人がその債権を返済して償還し、メルンを買い戻す権利を行使するまで、リューベックにこれらの地域を所有する権利を与えていたが、メルンの買い戻しには総額26,000リューベックマルクが必要であった。それでも1401年、エーリヒ4世は息子のエーリヒ5世とヨハン4世の支援を受けて、リューベックが領地を占領する前に、金銭の返済なく質入れされた地域を強制的に占領した。リューベックはこれを黙認した。1407年、エーリヒ4世はハーデルンの北部をハンブルクに質入れし、4年後には南部をブレーメンに質入れした。1411年、エーリヒ4世とその息子のエーリヒ5世およびヨハン4世は、「ベーダーケーザーのフォークタイとベーダーケーザー城の領有するヴルステンの地およびレーエにおける裁判権のすべて」を含むベーダーケーザーのフォークタイとベーダーケーザー城の領地をブレーメン上院に質入れした。それらの裁判権、フォークタイおよび城は、疫病に見舞われ1349/50年に没落したベーダーケーザーの騎士らから譲り受けたものであった。

## 結婚と子女
1373年4月8日、エーリヒ4世はブラウンシュヴァイク＝リューネブルク公マグヌス2世の娘ゾフィー・フォン・ブラウンシュヴァイク＝リューネブルク（1358年 - 1416年5月28日）と結婚した。2人の間には次の子女が生まれた。
- エーリヒ5世（1436年没） - ザクセン＝ラウエンブルク公
- ヨハン4世（1414年没） - ザクセン＝ラウエンブルク公
- アルブレヒト（1421年没） - ヒルデスハイムの律修司祭
- マグヌス（1452年没） - カンミン司教（1410年 - 1424年）、ヒルデスハイム司教
- ベルンハルト2世（1463年没） - ザクセン＝ラウエンブルク公
- オットー（1431年以前没）
- アグネス（1415年以前没） - 1399年3月23日にホルシュタイン＝レンズブルク伯アルブレヒト2世と結婚
- アグネス（1435年頃没） - ポメラニア公ヴァルティスラフ8世と結婚
- カタリーナ（1448年以前没） - ヴェルレ＝ギュストロー領主ヨハン7世と結婚、メクレンブルク公ヨハン4世と再婚
- ゾフィー（1462年没） - ポメラニア＝ヴォルガスト公ヴァルティスラフ9世と結婚、エーリヒ2世の母